# 3758 Karttunen
3758 Karttunen è un asteroide della fascia principale. Scoperto nel 1983, presenta un'orbita caratterizzata da un semiasse maggiore pari a 2,6312054 UA e da un'eccentricità di 0,1128264, inclinata di 14,14763° rispetto all'eclittica.